# Królowa nocy (film 2013)
Królowa nocy (kor. 밤의 여왕 Bam-ui yeowang) – południowokoreańska komedia romantyczna z 2013 roku. Film został napisany i wyreżyserowany przez Kim Je-yeonga, miał swoją premierę 17 października 2013 roku. W rolach głównych wystąpili Kim Min-jung i Chun Jung-myung.
Film był dostępny za pośrednictwem platformy Netflix z napisami w różnych językach, w tym polskim.

## Opis fabuły
Young-soo jest niezdarnym i nieśmiałym mężczyzną, który nie interesował się kobietami, dopóki pewnego dnia nie spotkał uroczą i utalentowaną Hee-joo. Jednakże kilka lat po ślubie na światło dzienne zaczynają wychodzić kolejne fakty z jej przeszłości.

## Obsada
- Kim Min-jung jako Hee-joo
- Chun Jung-myung jako Young-soo
- Kim Ki-bang jako Jong-bae
- Lee Mi-do jako matka Jeong-tae
- Lee Joo-won jako Moon-sook
- Ji Dae-han jako lider unii
- Han Bo-reum jako Jang-mi
- Yoon Jin-ha jako MC
- Jeong Min-jin jako Seong-woo
- Kang Seong-ho jako lider zespołu Park
- Kim Ah-mi jako Anna
- Jeong Yong-hee as Newcomer
- Noh Kang-min jako Jeong-tae
- Yoo Jae-sang jako młody Young-soo
- Nam Tae-boo jako młody Seong-woo
- Han Jung-soo jako Eden (cameo)
- Kim Sung-eun jako Ji-eun (cameo)
- Yoo In-young jako kobieta z randki w ciemno z Yeong-soo (cameo)
- Kim Byeong-ok jako pijak na posterunku (cameo)
- Kim Jung-tae jako ginekolog (cameo)
- Bae Seong-woo jako szef ochrony (cameo)
- Park Jin-young jako ślusarz (cameo)